# Pleurostachys angustifolia
Pleurostachys angustifolia är en halvgräsart som beskrevs av Johann Otto Boeckeler. Pleurostachys angustifolia ingår i släktet Pleurostachys och familjen halvgräs. Inga underarter finns listade i Catalogue of Life.